# Ah Puch

Glifo maya que representa a Ah Puch

Ah Puch, también conocido como Kizin ("El Apestoso"), Yum-Kimil, Hun Ahau, en la mitología maya es el dios y rey de Xibalbá, el inframundo. Descrito como un esqueleto o cadáver con un rostro de jaguar (o búho) adornado con campanas. Es el esposo de la diosa Ixtab o Xtabay.
Corresponde el cuarto lugar, por el orden de su representación, al dios de la muerte, que aparece 88 veces en los cuatro manuscritos mayas supervivientes. Tiene por cabeza una calavera, muestra las costillas desnudas y las vértebras de la columna vertebral; si su cuerpo está cubierto de carne, ésta se ve hinchada y cubierta de círculos negros que es la convención artística para sugerir la descomposición. 
Accesorios imprescindibles del vestido del dios de la muerte son sus ornamentos en forma de cascabeles. Estos aparecen algunas veces atados a sus cabellos o a fajas que le ciñen los antebrazos y piernas, pero más a menudo están prendidos de un collar en forma de golilla. Estos cascabeles de todos los tamaños, hechos de cobre y a veces de oro, se encontraron en considerables cantidades durante el dragado del Pozo de los sacrificios de Chichén Itzá, se supone que en el lugar donde habían sido arrojados con las víctimas inmoladas.
Ah Puch, la antítesis de Itzamná, tiene como él dos jeroglíficos de su nombre, y es, después de este, la única deidad que se distingue de esta manera. El primero representa la cabeza de un cadáver con los ojos cerrados por la muerte, el segundo la cabeza del dios mismo, con la nariz truncada, mandíbulas descarnadas y como prefijo un cuchillo de pedernal para los sacrificios. Un signo que se encuentra asociado frecuentemente al dios de la muerte es algo parecido a nuestro signo de tanto por ciento %. El dios de la muerte era la deidad patrona del día Cimí, que significa muerte en maya. 
En el caso de Ah Puch, estamos frente a una deidad de primera clase, como lo prueba la frecuencia de sus representaciones en los códices. Como jefe de los demonios, Hunhau reinaba sobre el más bajo de los nueve mundos subterráneos de los mayas, y todavía hoy creen los mayas modernos que bajo la figura de Yum Cimil, el Señor de la Muerte, merodea en torno a las habitaciones de los enfermos en acecho de su presa.
Ah Puch es una deidad malévola. Su figura está asociada frecuentemente con el dios de la guerra y de los sacrificios humanos, y sus constantes compañeros son el perro, el ave Moán y la lechuza, considerados como criaturas de mal agüero y de muerte. En ocasiones se le denomina Señor del noveno infierno o el Destructor de mundos.